# Manaquí cap-roig
El manaquí cap-roig (Ceratopipra rubrocapilla) és un ocell de la família dels píprids (Pipridae).

## Hàbitat i distribució
Habita la selva pluvial a les terres baixes de l'est del Perú, nord de Bolívia i sud del Brasil amazònic.